# 瓦尔梅斯特罗夫
瓦尔梅斯特罗夫（法語：Valmestroff，法語發音：[valmɛstʁɔf]；洛林法兰克语：Wameschdrëf）是法国摩泽尔省的一个市镇，属于蒂永维尔区。

## 地理
瓦尔梅斯特罗夫（49°21'39"N, 6°15'49"E）面积3.78 平方千米，位于法国大東部大區摩泽尔省，该省份为法国东北部内陆省份，是洛林的一部分，西南接默尔特-摩泽尔省，东临下莱茵省，北与卢森堡和德国接壤。
与瓦尔梅斯特罗夫接壤的市镇（或旧市镇、城区）包括：迪斯特罗夫、埃尔藏日、下阿姆、柯尼希斯马克、金齐什。

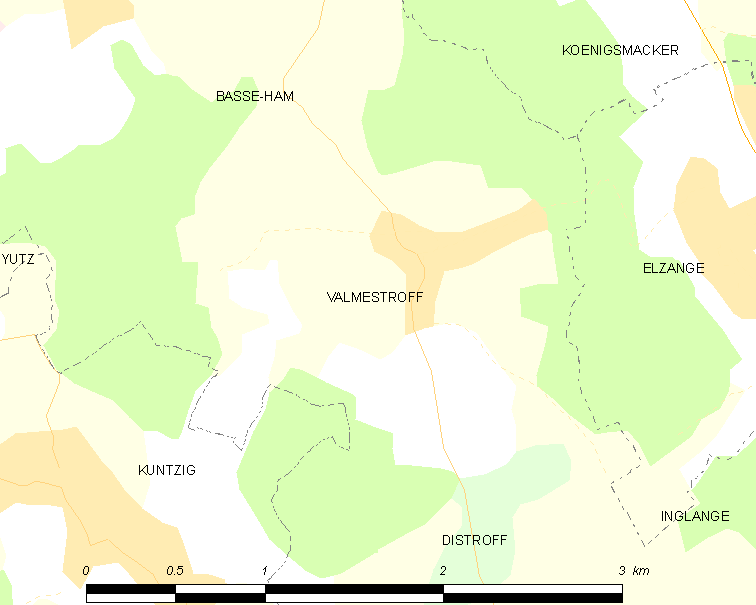
瓦尔梅斯特罗夫的OSM定位图

瓦尔梅斯特罗夫的时区为UTC+01:00、UTC+02:00（夏令时）。

## 行政
瓦尔梅斯特罗夫的邮政编码为57970，INSEE市镇编码为57689。

## 政治
瓦尔梅斯特罗夫所属的省级选区为梅采维斯县。

## 人口

1962-2008年间瓦尔梅斯特罗夫人口变化图示

瓦尔梅斯特罗夫于2022年1月1日时的人口数量为352人。